# إريك لادن
إريك لادن (بالإنجليزية: Eric Ladin)‏ هو ممثل أمريكي، ولد في 16 فبراير 1978 بهيوستن في الولايات المتحدة.

## أعمال

### أفلام
- (2014) قناص أمريكي[4][5]

### مسلسلات
- القتل
- إن سي آي إس
- رجال ماد
- فيرونيكا مارس
- كاسل
- كولد كيس

## وصلات خارجية
- إريك لادن على موقع IMDb (الإنجليزية)
- إريك لادن على موقع ألو سيني (الفرنسية)
- إريك لادن على موقع أول موفي (الإنجليزية)
- إريك لادن على موقع قاعدة بيانات الأفلام السويدية (السويدية)
- إريك لادن على موقع قاعدة بيانات الفيلم (الإنجليزية)
- إريك لادن على موقع كينوبويسك (الروسية)